# 中国番茄黄化曲叶病毒
中国番茄黄化曲叶病毒（Tomato yellow leaf curl China virus、TYLCCV）是雙子病毒科菜豆金色花葉病毒屬的一种病毒，包含25个分离株，可感染番茄、烟草、豨薟、矮牽牛、腰豆等植物，造成其葉黃化與捲曲，通过煙草粉蝨传播。此病毒容易与中国番茄曲叶病毒（Tomato leaf curl China virus）混淆，后者同為菜豆金色花葉病毒屬的病毒。
有別於典型菜豆金色花葉病毒屬的病毒基因組包含DNA-A與DNA-B兩個線型單股DNA，中国番茄黄化曲叶病毒僅有單份DNA-A，2734nt，另外還有一衛星DNA「DNAβ」，DNAβ與此病毒造成的症狀有關，有研究僅以DNA-A感染植物，發現雖可成功感染，但並不造成症狀，只有在同時以DNAβ感染時才會造成葉捲曲的典型症狀。與同屬的番茄曲叶病毒（Tomato leaf curl virus）相比，後者本身的C4基因即可造成症狀，與DNAβ無關。

## 相似病毒
- 中国番茄曲叶病毒（Tomato leaf curl China virus）
- 番茄黄化曲叶病毒（英语：Tomato yellow leaf curl virus）（TYLCV）
- 番茄曲叶病毒（Tomato leaf curl virus）